# Live at the Marquee (Dream Theater)
Live at the Marquee è il primo album dal vivo del gruppo musicale statunitense Dream Theater, pubblicato il 3 settembre 1993 dalla Atco Records.
La copertina dell'album è ispirata al Sacro Cuore di Gesù, nonché la stessa impiegata in precedenza per il singolo promozionale Pull Me Under (1992) e per il VHS Images and Words: Live in Tokyo (1993).

## Il disco
Contiene alcuni brani registrati dal vivo il 23 aprile 1993 al Marquee Club di Londra. Tra le canzoni è presente l'inedita Bombay Vindaloo, una composizione improvvisata eseguita soltanto sei volte dal vivo e mai registrata in studio. Gran parte delle parti vocali e di chitarra sono state reincise in studio.
La versione pubblicata per il mercato giapponese presenta Another Day al posto di Surrounded. Live at the Marquee è stato inoltre pubblicato anche in formato LP per il solo mercato sudcoreano, venendo tuttavia ripubblicato in tale formato il 24 agosto 2015 dalla Music on Vinyl.

## Tracce
Edizione europea
1. Metropolis – 9:36 (testo: John Petrucci – musica: Dream Theater)
2. A Fortune in Lies – 5:10 (testo: John Petrucci – musica: Dream Theater)
3. Bombay Vindaloo – 6:48 (musica: Dream Theater)
4. Surrounded – 6:00 (testo: Kevin Moore – musica: Dream Theater)
5. Another Hand–The Killing Hand – 10:30 (testo: John Petrucci – musica: Dream Theater)
6. Pull Me Under – 8:42 (testo: Kevin Moore – musica: Dream Theater)

Edizione giapponese
1. Metropolis – 9:36 (testo: John Petrucci – musica: Dream Theater)
2. A Fortune in Lies – 5:10 (testo: John Petrucci – musica: Dream Theater)
3. Bombay Vindaloo – 6:48 (musica: Dream Theater)
4. Another Day – 4:37 (testo: John Petrucci – musica: Dream Theater)
5. Another Hand–The Killing Hand – 10:30 (testo: John Petrucci – musica: Dream Theater)
6. Pull Me Under – 8:42 (testo: Kevin Moore – musica: Dream Theater)

## Formazione
- James LaBrie – voce
- John Petrucci – chitarra
- John Myung – basso
- Kevin Moore – tastiera
- Mike Portnoy – batteria